# Chiesa di Santa Maria di Loreto (Petralia Soprana)
La chiesa di Santa Maria di Loreto è un luogo di culto ubicato in fondo a via Loreto, nel quartiere o rione Û castru - Belvedere Loreto, nel centro abitato di Petralia Soprana.

## Storia

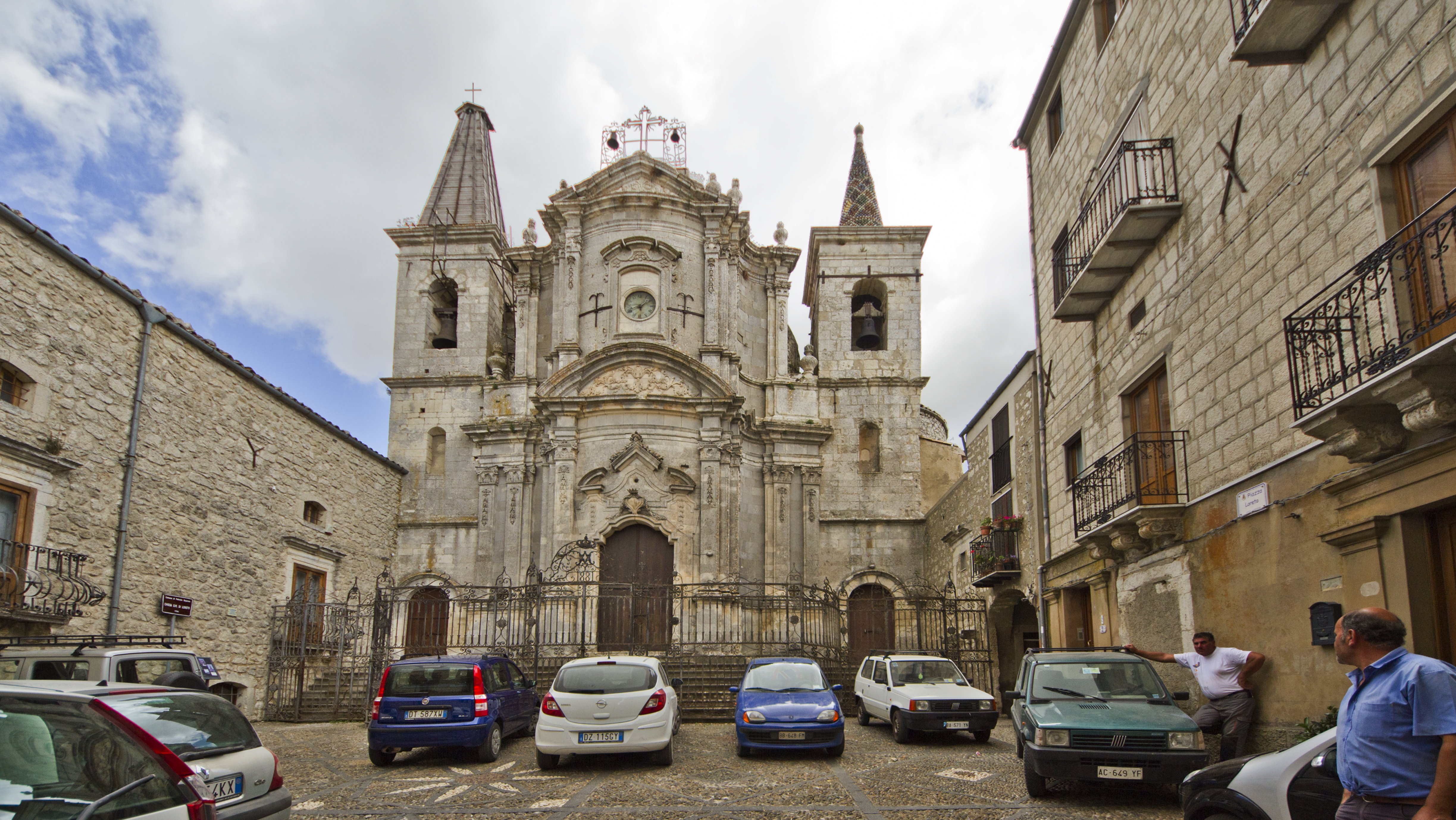
Facciata.

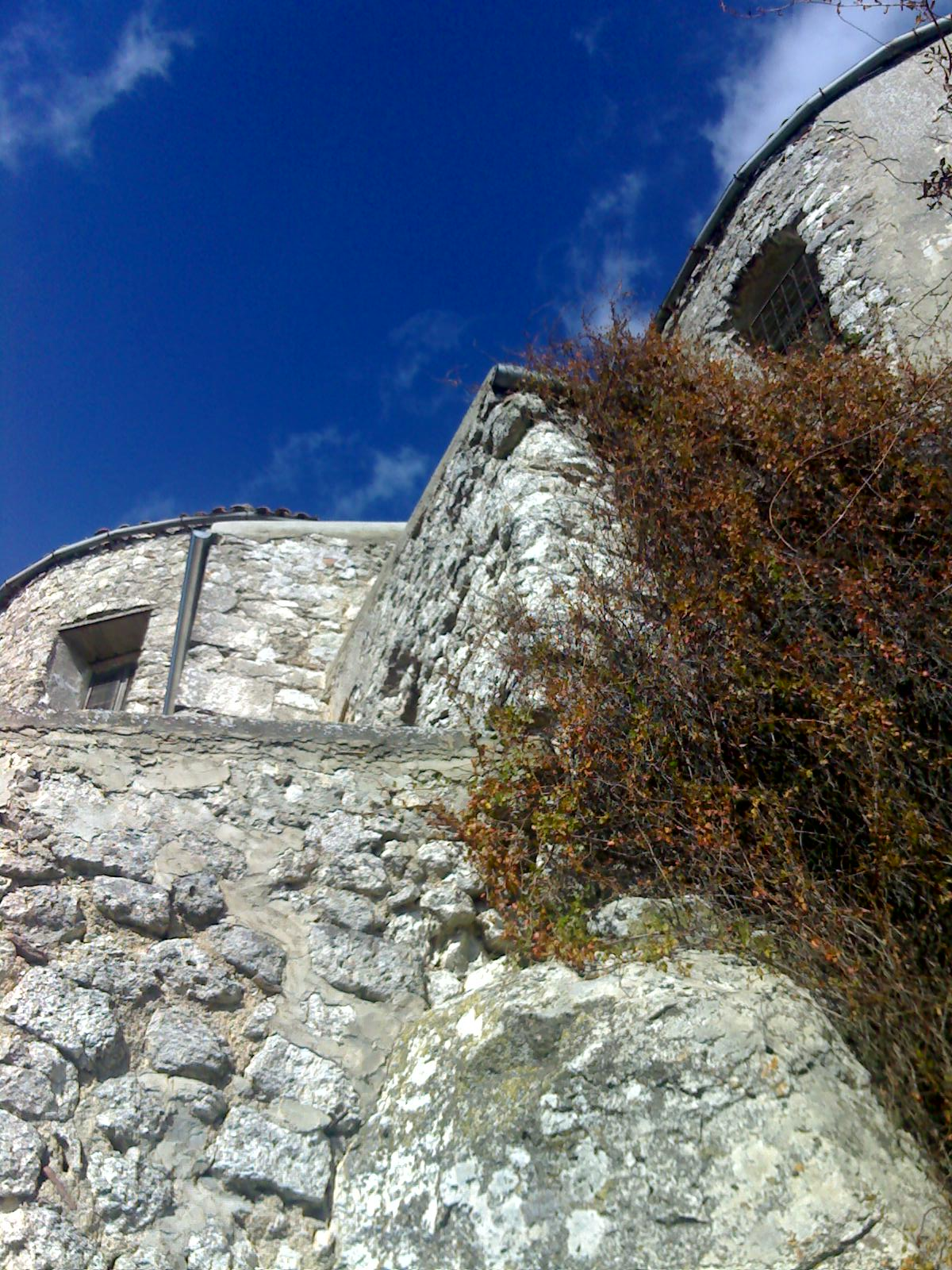
Strutture.

### Epoca araba
Tra le origini etimologiche del nome Petralia, una delle tante ipotesi suggerisce che esso derivi dall'esistenza della chiesa e convento di Sant'Elia eretto intorno all'anno 850 a Petralia Sottana. Un'ulteriore supposizione vuole che entrambe le Petralia debbano il loro nome ad un dirupo impervio o balza di terreno detta pietra di Elia, chiaro riferimento al profeta Elia.
Il culto e la venerazione del personaggio biblico furono verosimilmente introdotti da primitive cellule eremitiche di carmelitani, comunità religiosi in seguito attestata presso codesto tempio. Ordine insediato presso l'antica chiesa di Maria Santissima Annunziata del Carmelo, documentata sull'odierna "Piazza del Popolo" fino al 1929, quando fu rasa al suolo. Piazza ove si affaccia il Palazzo del Municipio, istituzione insediata nelle strutture dell'ex convento dei Carmelitani scalzi erette nel XVI secolo.
Sebbene l'Ordine della Beata Vergine del Monte Carmelo sia attestato e documentato in Sicilia in seguito al rientro della regina Adelasia del Vasto dopo gli eventi derivanti lo sfortunato matrimonio con Baldovino I di Gerusalemme, è tuttavia probabile che nuclei provenienti dal monte Carmelo avessero già colonizzato l'isola insediandosi per diffondere il cristianesimo da conversione.
Per converso in epoca normanna si acuiscono i dissidi fra cristiani e musulmani in Terra santa, rapporti tesi che si trasformeranno in espulsioni e persecuzioni sfociate successivamente nelle sanguinose crociate, eventi che obbligano intere comunità monastiche a riparare altrove. Infatti, confessori e assistenti spirituali carmelitani costituivano parte del seguito della sovrana al rientro da Gerusalemme, religiosi che durante l'ultimo anno d'esilio volontario della regina nella città di Patti, diffusero i principii e le regole nelle due capitali del Regno.
Nel 985 il geografo medievale arabo Al-Muqaddasi documenta una parte fortificata dell'abitato esposta a mezzogiorno (conurbazione) con una rocca e una chiesa. Nel particolare contesto storico, la città, in mano agli arabi già da oltre cento anni - essendo stata conquistata dai musulmani nella seconda metà del IX secolo - era stata da loro rinominata b.ṭralîah. Il suffisso della traslitterazione araba fa protendere ad una preesistente denominazione della località, riferito al comune profeta biblico, appellativo già diffuso in epoca anteriore.

### Epoca normanna - sveva - aragonese
Sull'area dell'attuale chiesa di Santa Maria di Loreto circondata dall'omonimo belvedere, nel 1066 il cronista di corte di Ruggero, Goffredo Malaterra, documenta il primitivo castello normanno di Petralia Soprana. Costituiva Cappella Palatina dell'edificio la primitiva chiesa del Santissimo Salvatore, nello stesso frangente è edificato in posizione strategicamente più elevata a settentrione il castello extra portam.
Simile fortificazione è attestata dal geografo documentatore Idrisi nel libro commissionato da re Ruggero II di Sicilia.
Nel 1307 è documentato il soggiorno cittadino di Sant'Alberto Carmelitano, episodio legato alle vicende delle pietre sulle quali il religioso riposò. Le reliquie sono documentate murate nelle strutture dell'abolito convento di Piazza del Popolo.

### Epoca spagnola
Tommaso Fazello descrive un fortilizio posto sulla sommità del colle chiamato da Tolomeo Pietra, costruzione distante un miglio dal castello moderno di Petralia inferiore, oggi identificato come Castru. Pertanto quest'ultimo, con le sue ricognizioni e gli studi approfonditi, inquadra località e fortezza non solo come preesistente fortificazione in epoca araba e bizantina, ma ne fa risalire le origini in epoca romana.
Le strutture del maniero ospitarono la chiesa di Sant'Elia e il convento dell'ordine dei Carmelitani scalzi fintanto che non fu costruita una struttura ricettiva più ampia, che si individua nella demolita chiesa di Maria Santissima Annunziata del Carmelo - edificata sull'area corrispondente approssimativamente a quella dell'attuale Piazza del Popolo - mentre l'ex convento è stato adibito a sede del palazzo comunale.
Rinominata e dedicata alla Vergine Lauretana, fu ingrandita e perfezionata tra il 1730 e il 1750, mentre le primitive strutture conventuali furono adibite ad abitazioni. Questi interventi comprendono la costruzione e il completamento del campanile destro, la definizione del prospetto in barocchetto madonita, la realizzazione del raffinato apparato decorativo in stucco che arricchisce tutte le superfici interne.

### Epoca contemporanea
Il terremoto di Palermo del 6 settembre 2002 incrinò le strutture del campanile sinistro, che a dispetto delle minuziose campagne di restauro condotte in tutti gli ambienti, mostra ancora ingabbiata la cuspide colorata della torre campanaria.

## Convento
L'istituzione è documentata il Vº convento dell'Ordine della provincia siciliana. Il convento fu abbandonato e trasformato in abitazione privata.

## Chiesa di Maria Santissima Annunziata del Carmelo
Chiesa: dopo il 1928 / 29 il luogo di culto fu demolito.
Convento: Istituzione con struttura caratterizzata da merli medievali a coronamento della facciata. Dopo l'abbandono dei religiosi, la struttura è stata adibita a sede del comune.